# Soulfly/Diskografie
Diese Diskografie ist eine Übersicht über die musikalischen Werke der US-amerikanischen Metal-Band Soulfly. Den Schallplattenauszeichnungen zufolge hat sie bisher mehr als 645.000 Tonträger verkauft, davon alleine in ihrem Heimatland über 500.000.

## Alben

### Studioalben
| Jahr | Titel Musiklabel             | Höchstplatzierung, Gesamtwochen, AuszeichnungChartplatzierungen (Jahr, Titel, Musiklabel, Platzierungen, Wochen, Auszeichnungen, Anmerkungen) | Höchstplatzierung, Gesamtwochen, AuszeichnungChartplatzierungen (Jahr, Titel, Musiklabel, Platzierungen, Wochen, Auszeichnungen, Anmerkungen) | Höchstplatzierung, Gesamtwochen, AuszeichnungChartplatzierungen (Jahr, Titel, Musiklabel, Platzierungen, Wochen, Auszeichnungen, Anmerkungen) | Höchstplatzierung, Gesamtwochen, AuszeichnungChartplatzierungen (Jahr, Titel, Musiklabel, Platzierungen, Wochen, Auszeichnungen, Anmerkungen) | Höchstplatzierung, Gesamtwochen, AuszeichnungChartplatzierungen (Jahr, Titel, Musiklabel, Platzierungen, Wochen, Auszeichnungen, Anmerkungen) | Anmerkungen                                              |
| Jahr | Titel Musiklabel             | DE | AT | CH | UK | US | Anmerkungen                                              |
| ---- | ---------------------------- | --- | --- | --- | --- | --- | -------------------------------------------------------- |
| 1998 | Soulfly Roadrunner Records   | DE29 (6 Wo.)DE | AT28 (3 Wo.)AT | — | UK16 Silber · (5 Wo.)UK | US79 Gold · (3 Wo.)US | Erstveröffentlichung: 21. April 1998 Verkäufe: + 635.000 |
| 2000 | Primitive Roadrunner Records | DE16 (5 Wo.)DE | AT28 (4 Wo.)AT | CH76 (3 Wo.)CH | UK45 (2 Wo.)UK | US32 (5 Wo.)US | Erstveröffentlichung: 26. September 2000                 |
| 2002 | 3 Roadrunner Records         | DE14 (9 Wo.)DE | AT12 (9 Wo.)AT | CH43 (8 Wo.)CH | UK61 (1 Wo.)UK | US46 (4 Wo.)US | Erstveröffentlichung: 25. Juni 2002                      |
| 2004 | Prophecy Roadrunner Records  | DE24 (6 Wo.)DE | AT15 (8 Wo.)AT | CH39 (6 Wo.)CH | — | US82 (1 Wo.)US | Erstveröffentlichung: 30. März 2004                      |
| 2005 | Dark Ages Roadrunner Records | DE29 (4 Wo.)DE | AT19 (5 Wo.)AT | CH44 (4 Wo.)CH | — | US155 (1 Wo.)US | Erstveröffentlichung: 4. Oktober 2005                    |
| 2008 | Conquer Roadrunner Records   | DE15 (6 Wo.)DE | AT16 (8 Wo.)AT | CH19 (6 Wo.)CH | UK64 (1 Wo.)UK | US66 (2 Wo.)US | Erstveröffentlichung: 29. Juli 2008                      |
| 2010 | Omen Roadrunner Records      | DE13 (4 Wo.)DE | AT19 (3 Wo.)AT | CH15 (2 Wo.)CH | UK100 (1 Wo.)UK | US73 (1 Wo.)US | Erstveröffentlichung: 25. Mai 2010                       |
| 2012 | Enslaved Roadrunner Records  | DE38 (1 Wo.)DE | AT32 (2 Wo.)AT | CH36 (2 Wo.)CH | — | US83 (1 Wo.)US | Erstveröffentlichung: 13. März 2012                      |
| 2013 | Savages Nuclear Blast        | DE41 (1 Wo.)DE | AT43 (1 Wo.)AT | CH48 (1 Wo.)CH | — | US84 (1 Wo.)US | Erstveröffentlichung: 1. Oktober 2013                    |
| 2015 | Archangel Nuclear Blast      | DE19 (2 Wo.)DE | AT31 (2 Wo.)AT | CH11 (3 Wo.)CH | UK57 (1 Wo.)UK | US130 (1 Wo.)US | Erstveröffentlichung: 14. August 2015                    |
| 2018 | Ritual Nuclear Blast         | DE27 (1 Wo.)DE | AT22 (1 Wo.)AT | CH19 (1 Wo.)CH | — | — | Erstveröffentlichung: 19. Oktober 2018                   |
| 2022 | Totem Nuclear Blast          | DE17 (1 Wo.)DE | AT25 (1 Wo.)AT | CH21 (2 Wo.)CH | — | — | Erstveröffentlichung: 5. August 2022                     |

### Livealben
| Jahr | Titel Musiklabel                             | Anmerkungen                         |
| ---- | -------------------------------------------- | ----------------------------------- |
| 2018 | Live at Dynamo Open Air 1998 Dynamo Concerts | Erstveröffentlichung: 22. Juni 2018 |
| 2020 | Live Ritual NYC MMXIX Nuclear Blast          | Erstveröffentlichung: 22. Mai 2020  |

### Kompilationen
| Jahr | Titel Musiklabel                            | Anmerkungen                              |
| ---- | ------------------------------------------- | ---------------------------------------- |
| 2019 | The Complete Roadrunner Albums Warner Music | Erstveröffentlichung: 27. September 2019 |
| 2022 | The Soul Remains Insane BMG                 | Erstveröffentlichung: 17. Juni 2022      |

### EPs
| Jahr | Titel Musiklabel                                       | Anmerkungen                           |
| ---- | ------------------------------------------------------ | ------------------------------------- |
| 1999 | Tribe Roadrunner Records                               | Erstveröffentlichung: 21. Januar 1999 |
| 2008 | Blood Fire War Hate Digital Tour EP Roadrunner Records | Erstveröffentlichung: 20. Mai 2008    |

## Singles
| Jahr | Titel Album         | Höchstplatzierung, Gesamtwochen, AuszeichnungChartplatzierungen (Jahr, Titel, Album, Platzierungen, Wochen, Auszeichnungen, Anmerkungen) | Höchstplatzierung, Gesamtwochen, AuszeichnungChartplatzierungen (Jahr, Titel, Album, Platzierungen, Wochen, Auszeichnungen, Anmerkungen) | Höchstplatzierung, Gesamtwochen, AuszeichnungChartplatzierungen (Jahr, Titel, Album, Platzierungen, Wochen, Auszeichnungen, Anmerkungen) | Höchstplatzierung, Gesamtwochen, AuszeichnungChartplatzierungen (Jahr, Titel, Album, Platzierungen, Wochen, Auszeichnungen, Anmerkungen) | Höchstplatzierung, Gesamtwochen, AuszeichnungChartplatzierungen (Jahr, Titel, Album, Platzierungen, Wochen, Auszeichnungen, Anmerkungen) | Anmerkungen                                                          |
| Jahr | Titel Album         | DE | AT | CH | UK | US | Anmerkungen                                                          |
| ---- | ------------------- | --- | --- | --- | --- | --- | -------------------------------------------------------------------- |
| 1998 | Umbabarauma Soulfly | — | — | — | UK83 (2 Wo.)UK | — | Erstveröffentlichung: 5. Mai 1998                                    |
| 1998 | Bleed Soulfly       | — | — | — | UK83 (1 Wo.)UK | — | Erstveröffentlichung: 23. Dezember 1998 feat. Fred Durst & DJ Lethal |
| 1999 | Tribe Soulfly       | — | — | — | UK78 (1 Wo.)UK | — | Erstveröffentlichung: 21. Januar 1999                                |

Weitere Singles
- 1998: Eye for an Eye (feat. Dino Cazares & Burton C. Bell)
- 2000: Back to the Primitive
- 2001: Son Song (feat. Sean Lennon)
- 2001: Jumpdafuckup (feat. Corey Taylor)
- 2002: Downstroy
- 2002: Seek ’n’Strike
- 2004: Prophecy
- 2005: Carved Inside
- 2006: Frontlines
- 2008: Unleash (feat. Dave Peters)
- 2009: Blood Fire War Hate (feat. David Vincent)
- 2010: Rise of the Fallen (feat. Greg Puciato)
- 2012: World Scum (feat. Travis Ryan)
- 2013: Bloodshed (feat. Igor Cavalera Jr.)
- 2013: Master of Savagery
- 2014: Ayatollah of Rock ’n’Rolla (feat. Neil Fallon)
- 2015: We Sold Our Souls to Metal
- 2015: Sodomites (feat. Todd Jones)
- 2015: Archangel
- 2018: No Hope = No Fear
- 2018: Evil Empowered
- 2018: Ritual
- 2018: Dead Behind the Eyes (feat. Randy Blythe)
- 2022: Superstition
- 2022: Scouring the Vile (feat. John Tardy)
- 2022: Filth upon Filth

## Videografie

### Videoalben
| Jahr | Titel Musiklabel                           | Anmerkungen                        |
| ---- | ------------------------------------------ | ---------------------------------- |
| 2005 | The Song Remains Insane Roadrunner Records | Erstveröffentlichung: 1. März 2005 |

### Musikvideos
- 1998: Bleed
- 2000: Back to the Primitive
- 2002: Seek ’n’Strike
- 2004: Prophecy
- 2005: Carved Inside
- 2005: Frontlines
- 2006: Innerspirit
- 2008: Unleash
- 2010: Rise of the Fallen
- 2012: World Scum
- 2013: Bloodshed
- 2015: Archangel
- 2022: Filth upon Filth

## Statistik

### Chartauswertung
|                     | DE     | AT     | CH     | UK    | US     |
| ------------------- | ------ | ------ | ------ | ----- | ------ |
| Nummer-eins-Alben   | DE—DE  | AT—AT  | CH—CH  | UK—UK | US—US  |
| Top-10-Alben        | DE—DE  | AT—AT  | CH—CH  | UK—UK | US—US  |
| Alben in den Charts | DE12DE | AT12AT | CH11CH | UK6UK | US10US |

|                       | DE    | AT    | CH    | UK    | US    |
| --------------------- | ----- | ----- | ----- | ----- | ----- |
| Nummer-eins-Singles   | DE—DE | AT—AT | CH—CH | UK—UK | US—US |
| Top-10-Singles        | DE—DE | AT—AT | CH—CH | UK—UK | US—US |
| Singles in den Charts | DE—DE | AT—AT | CH—CH | UK3UK | US—US |

### Auszeichnungen für Musikverkäufe
| Silberne Schallplatte - Frankreich - 2003: für das Album Soulfly Goldene Schallplatte - Australien - 2002: für das Album Soulfly |

Anmerkung: Auszeichnungen in Ländern aus den Charttabellen bzw. Chartboxen sind in ebendiesen zu finden.
| Land/RegionAuszeichnungen für Musikverkäufe (Land/Region, Auszeichnungen, Verkäufe, Quellen) | Silber     | Gold     | Platin | Verkäufe | Quellen     |
| -------------------------------------------------------------------------------------------- | ---------- | -------- | ------ | -------- | ----------- |
| Australien (ARIA)                                                                            | —          | Gold1    | —      | 35.000   | aria.com.au |
| Frankreich (SNEP)                                                                            | Silber1    | —        | —      | 50.000   | infodisc.fr |
| Vereinigte Staaten (RIAA)                                                                    | —          | Gold1    | —      | 500.000  | riaa.com    |
| Vereinigtes Königreich (BPI)                                                                 | Silber1    | —        | —      | 60.000   | bpi.co.uk   |
| Insgesamt                                                                                    | 2× Silber2 | 2× Gold2 | —      |          |             |